# Me 265戰鬥機
梅塞施密特Me 265（德語：Messerschmitt Me 265）是由梅塞施密特公司在二次世界大戰所開發的一架驅逐機（德語：Zerstörer）。Me 265是一架具有實驗性質的飛機，本來將用於替代Me 210戰鬥機。它展示了許多先進的設計，比如飛翼和兩具後置推進器。然而計畫卻沒有付諸實行，因為Me 410戰鬥機的開發較為迅速，設計也相對傳統。

## 性能參數
基本信息
- 机组：2名

性能
武器

- 2 x MG17機槍
- 2 x MG151/20機砲
- 2 x MG131機槍
- 約1,000kg的炸彈

## 相關連結
- 1919年－1945年德國軍用飛機列表